# باش أتشيق
باش‌ أتشيق هي قرية في مقاطعة مياندوآب، إيران. يقدر عدد سكانها بـ 66 نسمة بحسب إحصاء 2016.